# Pat Harmon
Pat Harmon (Lewiston, 3 febbraio 1886 – Riverside, 26 novembre 1958) è stato un attore statunitense.
Apparso in 134 film tra il 1920 ed il 1947, morì nel 1958 a Riverside in California.
Tra i film a cui prese parte vi fu il cortometraggio del 1929, Concerto di violoncello del duo comico Stanlio e Ollio in cui interpreta il ruolo del capostazione.

## Filmografia parziale
- Red Hot Finish, regia di William Watson - cortometraggio (1920)
- Buffalo Bill (In the Days of Buffalo Bill), regia di Edward Laemmle (1922)
- The Kentucky Derby, regia di King Baggot (1922)
- The Firebrand, regia di Alan James (1922)
- Riders of the Law, regia di Robert N. Bradbury (1922)
- L'ospite di mezzanotte (The Midnight Guest), regia di George Archainbaud (1923)
- The Phantom Fortune, regia di Robert F. Hill (1923)
- The Midnight Express, regia di George W. Hill (1924)
- Viva lo sport (The Freshman), regia di Fred C. Newmeyer e Sam Taylor (1925)
- Metropoli in fiamme (Barriers Burned Away), regia di W. S. Van Dyke (1925)
- Breed of the Sea, regia di Ralph Ince (1926)
- Legge di guerra (Court-Martial), regia di George B. Seitz (1928)
- Small Talk (1929)
- Concerto di violoncello (Berth Marks) (1929)
- L'ultimo eroe (The Last of the Duanes), regia di Alfred L. Werker (1930)
- La crociera del folle (The Ship from Shanghai), regia di Charles Brabin (1930)
- Onore di fantino (Sweepstakes), regia di Albert Rogell (1931)
- Dieci soldi a danza (Ten Cents a Dance), regia di Lionel Barrymore (1931)
- L'ultimo scandalo (Scandal for Sale), regia di Russell Mack (1932)
- Another Wild Idea (1934)